# Taanit (traité)
Ne doit pas être confondu avec Tanit.
Le traité Ta'anit (hébreu : תענית « jeûne [d’affliction] ») est le neuvième  de l’ordre Moëd dans la Mishna et les Talmuds. Il traite principalement des pratiques et prières relatives aux jeûnes d’ordonnance prophétique et rabbinique.

## Objet du traité
Outre le jeûne de Yom Kippour, prescrit par la Torah et dont les ordonnances sont discutées dans le traité qui lui est dédié, le judaïsme rabbinique décrète des jeûnes propitiatoires ou expiatoires en réaction aux catastrophes qui frappent le peuple juif.
La première de ces catastrophes, tant par son importance que par sa fréquence, est la raréfaction ou l’absence de précipitations, qui plongent la terre d’Israël dans la sècheresse et la famine. Des jeûnes sont alors observés, les premiers par les divisions sacerdotales, les suivants par les représentants du peuple et les derniers par le peuple tout entier qui prend le deuil et se repent au cours d’offices publics structurés où les prières alternent avec les supplications personnelles. Il est, éventuellement, fait appel à un faiseur de miracles, dont la piété extraordinaire lui ouvre les portes du ciel.
Des jeûnes sont aussi décrétés lors d’épidémies et de sièges militaires. Le 17 tammouz et le 9 av, commémorant (principalement) la chute des Temples, sont des dates si noires dans le calendrier juif qu’elles ont donné lieu à des jeunes permanents et des rites particuliers.

## Mishna Ta'anit
La Mishna du traité Ta'anit comprend 34 mishnayot (articles), réparties en quatre chapitres. Le premier et le dernier de ces chapitres sont abondamment tirés des enseignements de Rabbi Meïr, se distinguant par la richesse de leurs prescriptions et détails.

### Lois des jeûnes sur les pluies
Après avoir prescrit aux Juifs de prier quotidiennement pour la pluie entre les fêtes de Souccot et de Pessa'h, la Mishna décrit les conduites à tenir si les précipitations se font trop pauvres ou trop tardives. Si la pluie n’est pas tombée après le dix-septième jour de Marheshvan, quelques personnes prennent le jeûne. Si la pluie continue à se faire désirer, deux périodes successives de 3 jours puis une de sept jours sont décrétées, pendant lesquelles les manifestations de deuil et de repentir se font de plus en plus présentes. Si la pluie devait ne pas tomber après que les offices de jeûnes se sont tenus, ce ne serait plus seulement les divisions sacerdotales et lévitiques mais la nation entière qui devrait prendre le deuil jusque dans ses manifestations les plus intimes, restreignant le commerce, la construction, les fiançailles et épousailles, et même les salutations, jusqu’au mois de nissan car les récoltes commencent à pousser et la pluie qui les gâte devient un signe de malédiction.
Lors du rituel pour les pluies, en public et à ciel ouvert, l’officiant admoneste la foule de versets bibliques puis récite une prière qui comprend six bénédictions particulières outre les dix-huit bénédictions des jours ordinaires. On lit la Torah après que l’assemblée a examiné ses actes et confessé ses fautes. La journée se poursuit en supplications tirées, ainsi que les six bénédictions supplémentaires, de versets bibliques adaptés aux circonstances. Bien qu’on y lise des versets traditionnellement associés à la sonnerie du chofar, celle-ci est déconseillée par les Sages.
La Mishna indique aussi les jours pendant lesquels on ne peut pas décréter ni observer de jeûne, comme les jours de marché (c’est-à-dire les jeudis), les néoménies, les jours de joie et ceux qui ont été explicitement interdits dans la Meguilat Ta'anit (« Rouleau des Jeûnes »).

### Occasions pour lesquelles le rite est modifié
L’ordre de ces jeûnes peut être modifié et l’on souffle du chofar en début d’office lorsque la pluie gâte les récoltes, quand elle tombe en quantités insuffisantes ou à intervalles trop éloignés. On fait de même lorsqu’une épidémie se déclare, que des bêtes sauvages sont aperçues à proximité de la ville, lors d’épidémies, d’inondations ou d’autres catastrophes naturelles. Le chofar retentit également lors des jeûnes décrétés en raison d’un siège devant la ville.
La Mishna relate ensuite l’histoire de Honi ha-Me'aguel, qui pria pour que tombe la pluie et fut exaucé. Dans le cas où la pluie tomberait en matinée, le jeûne serait interrompu et transformé en jour de joie au cours duquel on chanterait le Grand Hallel ; en revanche, il doit être maintenu si la pluie commence à tomber l’après-midi.

### 4eChapitre: Beshlosha Peraqim (בשלשה פרקים - En trois occasions)
Ayant abordé le sujet des divisions sacerdotales et lévitiques, la Mishna revient sur leurs fonctions.
- Jours auxquels les prêtres lèvent quatre fois leurs mains pour bénir la foule (§ 1);
- Institution des assistances ("ma'amadot") pour le sacrifice, la période à laquelle ils s'assemblaient, les jours pendant lesquels ils jeûnaient et les sections du Tanakh qu'ils lisaient quotidiennement (§§ 2-4);
- Le jour du mois réservé à l'apport des offrandes de bois instaurées par Néhémie (10: 34) à l'époque du Temple (§ 5);
- Le 17 Tammouz et le 9 Av, les 5 malheurs qui s'abattirent sur le peuple Juif en chacun de ces jours (§§ 6-7);
- Les festivités qui marquèrent le Jour du Grand Pardon et le 15 Av (le jour le plus important pour l'offrande de bois) aux anciens temps de Jérusalem, au cours desquels les jeunes filles, vêtues de blanc, dansaient dans les vignes et appelaient les jeunes hommes à se choisir des bonnes épouses (§ 8).

## Tossefta Taanit
La Tossefta de ce traité contient un riche matériel qui explique et supplémente la Mishna. À noter le compte-rendu des origines des classes sacerdotales (c'est-à-dire leur généalogie et répartition) au §§ 4:2, les changements qui les affectèrent au retour de l'exil, et comment ils furent à nouveau subdivisés (§§ 2:1).

## Guemarot de Babylone et de Jérusalem
La Guemara des Sages de Babylone et celle des Sages de Galilée qui forment, avec la Mishna, le Talmud de Babylone et celui de Jérusalem respectivement, discutent et expliquent les mishnayot ; cependant, les discussions des Sages, qu'elles traitent de halakha (sujets légaux) ou de aggada (sujets non-légaux), excèdent souvent le sujet de base et les Talmuds sont riches en sentences, proverbes, histoires, légendes et autres interprétations.
C’est particulièrement le cas du traité Ta’anit, dont le troisième chapitre de la version babylonienne, surnommé « chapitre de la piété », est presqu’entièrement composé de récits sur des hommes pieux parmi lesquels Nakdimon ben Gourion et Honi haMe'aguel. Le Talmud de Jérusalem élabore quant à lui sur la destruction des Temples, la révolte de Bar Kokhba, dernière défaite militaire en date, et les persécutions hadrianiques qui lui font suite.

### Perles talmudiques
- Page 7a
  - Pourquoi l'étude se compare au feu ? De même que des copeaux brûlent mieux ensemble qu'isolés, l'étude est plus profitable lorsqu'elle est poursuivie par beaucoup d'étudiants en groupe.
  - Un Sage qui se tient éloigné d'autres étudiants détériore l'étude;Rabbi Hanina a dit : j'ai beaucoup appris de mes maîtres, plus encore de mes collègues, et presque tout de mes élèves.
  - L'étude est comme l'eau : de même qu'elle ne peut se maintenir dans des endroits élevés, de même elle ne peut être la possession d'un homme hautain.
- Page 8a: si un étudiant trouve l'étude difficile, c'est faute d'avoir systématisé la matière à étudier.
- Page 11a: Si, lorsqu'Israël est visitée par l'affliction, un homme se coupe de ses frères, les deux anges qui l'accompagnent viennent vers lui, imposent leurs mains sur sa tête et disent : Cet homme qui ne veut pas souffrir avec son peuple, ne se tiendra pas avec eux lorsqu'ils connaîtront la joie et le confort.

Le Talmud de Jérusalem (iv. 68a) rapporte aussi que trois rouleaux de la Loi se trouvant tous dans le Temple de Jérusalem différaient en divers passages. Lorsque deux versions concordaient sur un point, c'était lui qui était considéré comme correct.
On y trouve également (ii. 65b) une parole de Rav Abbahou, dirigé de toute évidence contre la Chrétienté : "si un homme dit 'je suis Dieu', il ment; et s'il dit 'je suis le fils de l'homme', il devra se repentir; et s'il dit 'j'irai au ciel', il n'y ira pas, ni ne réalisera ce qu'il promet" . Le même passage raconte comment Bar Kokhba tua Eléazar de Modi'in, qu'un Samaritain avait faussement accusé de trahison.